# Bashkim Kopliku
Bashkim Kopliku (ur. 15 lipca 1943 w Szkodrze, zm. 21 listopada 2020 w Durrësie) – albański inżynier i polityk, minister spraw wewnętrznych w latach 1992–1993, w rządzie Aleksandra Meksiego.

## Życiorys
Był synem lekarza Bahri Kopliku. W latach 1962–1966 odbywał studia inżynieryjne z zakresu energetyki na Uniwersytecie Tirańskim. W latach 1966–1969 pracował jako inżynier elektronik w jednym z przedsiębiorstw w Kamzie. W latach 1969–1970 został przeniesiony do Szkodry, a następnie do przedsiębiorstwa produkcji odbiorników telewizyjnych i radiowych w Durrësie, gdzie zajmował się kontrolą jakości, a następnie awansował na stanowisko głównego inżyniera. Jako syn osoby o niewłaściwej biografii nie mógł kontynuować studiów.
W 1991 zaangażował się w działalność polityczną i trafił do władz Demokratycznej Partii Albanii. W wyborach parlamentarnych 1991 uzyskał mandat deputowanego z okręgu Durrës do parlamentu. W 1992 po przejęciu władzy przez Demokratyczną Partię Albanii objął stanowisko wicepremiera i ministra spraw wewnętrznych. Odpowiadał za dekomunizację policji i likwidację Sigurimi. W grudniu 1993 na czele resortu stanął Agron Musaraj, a Kopliku skoncentrował się na reformach gospodarki albańskiej.
W 1994 został usunięty z rządu, ale uzyskał mandat parlamentarzysty w wyborach 1996 i do roku 1997 zasiadał w parlamencie. W 1997 został usunięty z władz partii i stracił mandat deputowanego. Od 2001 zajmował się prywatną działalnością biznesową, a także pisaniem artykułów o tematyce polityczno-ekonomicznej do prasy codziennej.

## Życie prywatne
Był żonaty (żona Natasha z d. Konica), miał dwóch synów. Zmarł na COVID-19.